# Rodrigo Conceição
Rodrigo Fernandes da Conceição (* 2. Januar 2000 in Lissabon) ist ein portugiesischer Fußballspieler. Der Außenbahnspieler steht seit 2023 in der Schweiz beim FC Zürich unter Vertrag und ist ehemaliger Juniorennationalspieler.

## Karriere
Rodrigo Conceição entstammt einer Familie von Fußballspielern: sein Vater Sérgio Conceição war portugiesischer Nationalspieler und ist heute als Trainer aktiv; seine Brüder Sérgio und Francisco sind ebenfalls Profispieler, zweiterer auch Nationalspieler.

### Verein
Conceição spielte in seiner Jugend zunächst bei Belenenses Lissabon in seiner Heimatstadt, ehe er 2012 bis 2013 im Süden des Landes im Nachwuchs von SC Olhanense und Imortal DC aktiv war. Nach Stationen beim Anadia FC und Boavista Porto wurde er 2014 schließlich in die Jugend von Benfica Lissabon aufgenommen, wo er bis 2019 die übrigen Jugendmannschaften durchlief. Nachdem er dort 2018 bereits einzelne Spiele bestritten hatte, rückte er im Sommer 2019 fest in den Kader der B-Mannschaft des Vereins auf, die in der zweiten Liga antrat.
Ein Jahr später verpflichtete ihn der FC Porto, bei dem sein Vater Cheftrainer war, und stattete ihn mit einem Dreijahresvertrag bis 2023 aus, wobei er dort zunächst ebenfalls für die B-Mannschaft in der zweiten Liga vorgesehen war. Dort bestritt er die folgende Spielzeit 2020/21 als Stammspieler. Für die Saison 2021/22 verlieh ihn der Verein an den Erstligisten Moreirense FC, mit dem Conceição 13 Ligaspiele bestritt, am Saisonende mit der Mannschaft jedoch abstieg. Nach seiner Rückkehr nach Porto im Sommer 2022 rückte Conceição fest in den Kader der ersten Mannschaft auf und kam dort in der folgenden Saison zumeist als Einwechselspieler zu insgesamt 25 Pflichtspieleinsätzen. Mit der Mannschaft gewann er in dieser Saison die Taça de Portugal und die Taça da Liga.
Im August 2023 wechselte Conceição zum Schweizer Erstligisten FC Zürich, bei dem er sich in der Folge als Stammspieler durchsetzen konnte. Bereits drei Monate nach seiner Ankunft wurde sein Vertrag vorzeitig bis 2027 verlängert. Im Sommer 2025 verließ er den Verein jedoch.

### Nationalmannschaft
Zwischen 2016 und 2022 durchlief Rodrigo Conceição alle portugiesischen Juniorennationalmannschaften von der U16- bis zur U21-Auswahl und bestritt dabei insgesamt 34 Länderspiele.